# José Vieira Marques (político)
José Vieira Marques (Santa Bárbara, 28 de setembro de 1877 — Santos Dumont, 20 de abril de 1946) foi um político brasileiro. Exerceu o mandato de deputado federal constituinte por Minas Gerais em 1934.

## Vida Pessoal
Morador de Minas Gerais a vida inteira, José é filho de João Pereira da Costa e de sua mãe, Maria Narcisa Vieira.
Sua vida acadêmica foi toda construída no estado de Minas Gerais, do ensino fundamental a faculdade. Primeiro, estudou no Colégio Caraça e no Ginásio de Ouro Preto e se graduou, em 1900, pela Escola de Direito de Belo Horizonte.
José Vieira Marques foi casado com Maria Eulália da Cunha Vieira Marques. Ele faleceu na cidade mineira Santos Dumont, em 20 de abril de 1946, aos 68 anos de idade.

## Carreira
Sua vida profissional teve início no ano de 1901, ao ser nomeado como Promotor de Justiça na cidade de Palmira, que é chamada de Santos Dumont, hoje em dia, em Minas Gerais. Depois de 3 anos, quando já era vereador na cidade, no ano de 1904, ocupou o cargo de Presidente da Câmara Municipal de Palmira.
Com todo o seu histórico na política, no período eleitoral do ano de 1910, em que foram votados diversos cargos públicos e, entre eles, o da Presidência da República, José Marques apoiou a candidatura do marechal Hermes da Fonseca – que saiu vitorioso pela cadeira presidencial, colocando-se contra a Campanha Civilista. Esta última campanha tinha um viés antimilitarista e teve Rui Barbosa como principal candidato.
No ano seguinte, elegeu-se deputado na Assembleia Legislativa mineira, onde permaneceu até o ano de 1914, quando o então presidente estadual Delfim Moreira o nomeou chefe da polícia do estado de Minas Gerais. Durante seu mandato como deputado estadual, ele fez parte de várias comissões e assumiu o cargo de primeiro-secretário na Assembleia.
Em meados do ano de 1915, José ganhou mais uma função: a de chefe da polícia, ao lado do comandante-geral da Força Pública de Minas Gerais, desempenhando-os por mais de dois anos, até novembro de 1917.
Neste período, ele deixou o cargo de chefe da polícia para assumir a Secretaria do Interior do governo de Minas Gerais. Seu período neste posto foi pequeno e, em setembro de 1918, candidatou-se a Senador estadual por Minas Gerais, filiado ao PRM (Partido Republicano Mineiro).
Na ocasião, foi eleito, ocupando uma das cadeira no Senado de Minas entre os anos de 1919 e 1926. Durante a campanha da Aliança Liberal, José Marques desempenhou a função de chefe político na cidade de Palmira, atual Santos Dumont.
Após a Revolução de 1930, colocou-se ao lado do então presidente estadual Olegário Maciel, apoiando a repressão ao movimento constitucionalista eclodido em São Paulo, em julho de 1932.
No ano seguinte, elegeu-se deputado na Assembleia Nacional Constituinte pelo PP (Partido Progressista) de Minas Gerais. Logo após ser empossado, em novembro de 1933, teve seu nome cogitado  como um dos possíveis para a interventoria federal em Minas. No entanto, a cadeira acabou sendo ocupada por Benedito Valadares, com o apoio do PP, partido de José.
Participou dos trabalhos constituintes e, após a promulgação da nova Carta, em 1934, e da eleição do presidente da República no dia seguinte, teve o mandato prorrogado até maio de 1935. Reeleito em outubro de 1934, sempre pela legenda do PP, permaneceu na Câmara, exercendo o mandato até 10 de novembro de 1937, quando, com o advento do Estado Novo de Getúlio Vargas, os órgãos legislativos do país foram suprimidos, em favor de um central.

Com a instauração do Estado Novo, José Marques se afastou da vida pública, exercendo sua profissão na cidade em que morava, Santos Dumont (MG). Neste período, ele também tornou-se diretor de uma indústria de laticínios e de tecidos. Com a redemocratização do Brasil em 1945, José ingressou no PSD (Partido Social Democrático), em 1945. Em seu novo partido, chefiou as seções da agremiação em Santos Dumont e municípios vizinhos.